# جون ديفيدسون (سياسي)
جون ديفيدسون (بالإنجليزية: John Davidson)‏ هو سياسي أمريكي، ولد في 31 أغسطس 1924 في ويست بوينت في الولايات المتحدة، وتوفي في 21 أغسطس 2012 في سبرينغفيلد في الولايات المتحدة. حزبياً، نشط في الحزب الجمهوري.